# Asharq al-Awsat
Die Asharq Al-Awsat (arabisch الشرق الأوسط asch-Scharq al-Ausat, DMG aš-šarq al-ausaṭ; AAA) ist eine der größten arabischsprachigen Tageszeitungen der Welt. Der Name der Zeitung heißt wörtlich Mittlerer Osten, der aber im Deutschen als Naher Osten bezeichnet wird.

## Geschichte
Die Zeitung wurde 1978 von Dschihad Al Khazen in London gegründet, wo sich noch immer ein Hauptsitz der Redaktion befindet. Zeitungsbesitzer ist der saudische Prinz Faisal bin Salman, Sohn von König Salman ibn Abd al-Aziz. Heute wird sie von der Saudi Research and Marketing Ltd. vertrieben, die neben weiteren arabischsprachigen Publikationen auch die englischsprachige Zeitung Arab News herausbringt.
Einer der erfolgreichsten Chefredakteure von Asharq Al-Awsat, Abdulrahman Al Rashid, übernahm 2004 das Management des Nachrichtensenders Al-Arabija.
Chefredakteur ab 2004 war Tariq Al-Homayed, der 2012 von Adel Al-Toraifi abgelöst wurde. Ihm folgte ab Juli 2014 Salman Al-Dossary. Seit 24. November 2016 ist der Libanese Ghassan Charbel Chefredakteur.
Die sich selbst als panarabisch beschreibende Asharq al-Awsat wurde laut Beobachtern in den letzten Jahren zunehmend „saudisiert“.
Es wurden Redaktionsstellen im teuren London gestrichen.
An den Leitartikeln des Blattes könnten die Positionen der saudischen Außenpolitik besser abgelesen werden als an den offiziellen Stellungnahmen.
Die Journalistin Mona Eltahawy beschrieb „rote Linien“, die man bei Asharq al-Awsat nicht überschreiten dürfe; in erster Linie Kritik an der Herrscherfamilie Al Saud, danach die benachbarten Golfstaaten (außer Kritik am Rivalen Katar, die freigegeben sei) und in dritter Linie Saudi-Arabiens weitere arabische Partnerländer.
Die Zeitung soll eine Auflage von rund 237.000 Exemplaren haben, wovon etwa 175.000 in Saudi-Arabien verkauft werden.
Es mangelt jedoch an unabhängigen, zuverlässigen und vergleichbaren Auflagenzahlen arabischer Zeitungen.
Die Zeitung ist seit Dezember 1995 im Internet erreichbar und veröffentlicht ihre Artikel dort auch auf Englisch.
Beim Bürgerkrieg in Syrien dient sie der Freien Syrischen Armee als Sprachrohr.